# Payakumbuh
Payakumbuh (lokaal: Payokumbuah, oude spelling: Pajakoemboeh of Pajakumbuh) is een zelfstandige stadsgemeente (Kota otonom) in de provincie West-Sumatra op het eiland Sumatra, Indonesië. De stad heeft 101.878 inwoners (2003) en heeft een oppervlakte van 80,43 km².
Payakumbuh grenst in het noorden en westen aan het gelijknamige onderdistrict Payakumbuh, in het zuiden, westen en oosten aan het onderdistrict Luhak en in het oosten aan het onderdistrict Harau, allen in het regentschap Limapuluh Kota.
Payakumbuh is onderverdeeld in 3 onderdistricten (kecamatan):
- Payakumbuh Barat
- Payakumbuh Timur
- Payakumbuh Utara

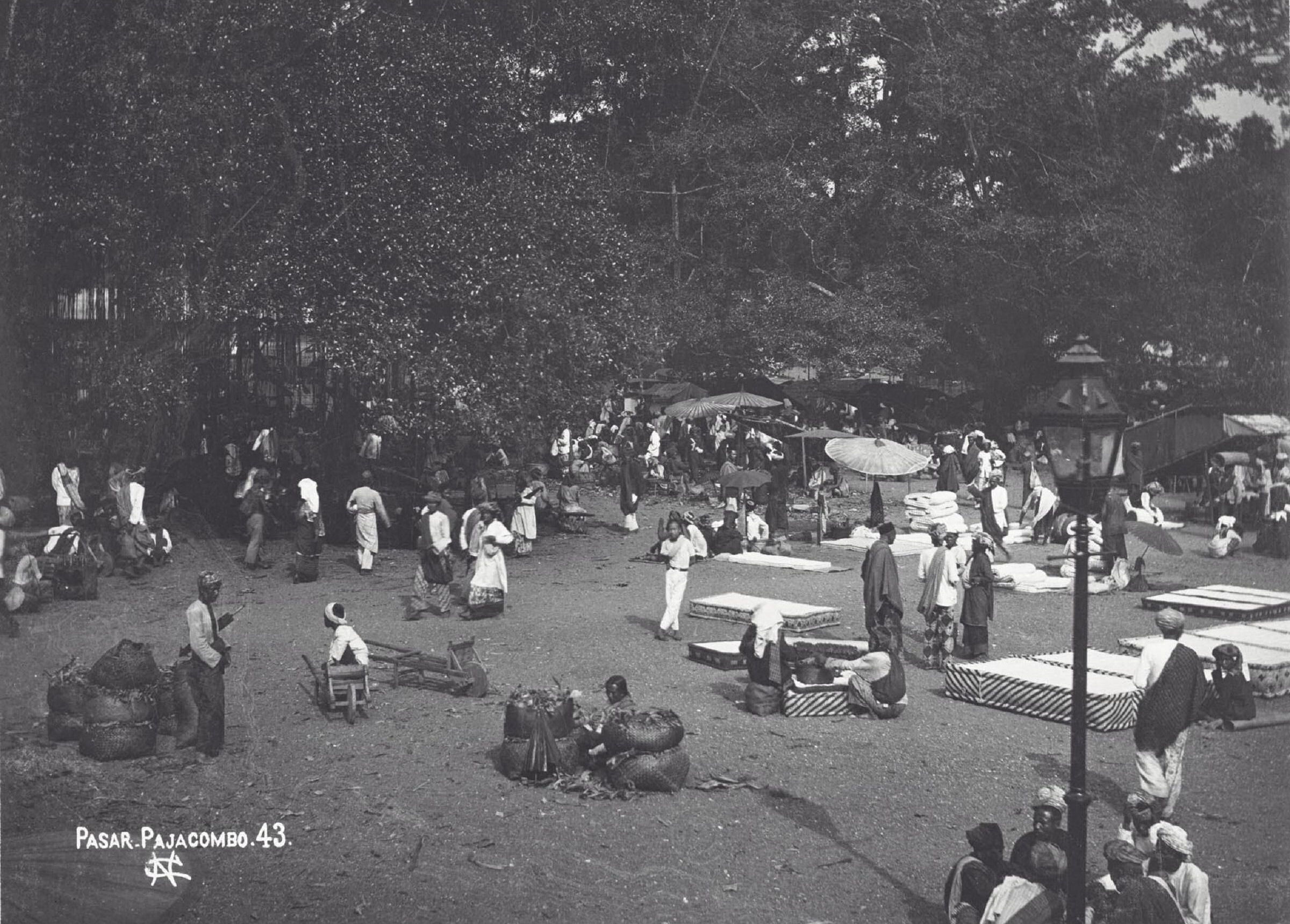
De markt in Payakumbuh, ca. 1900
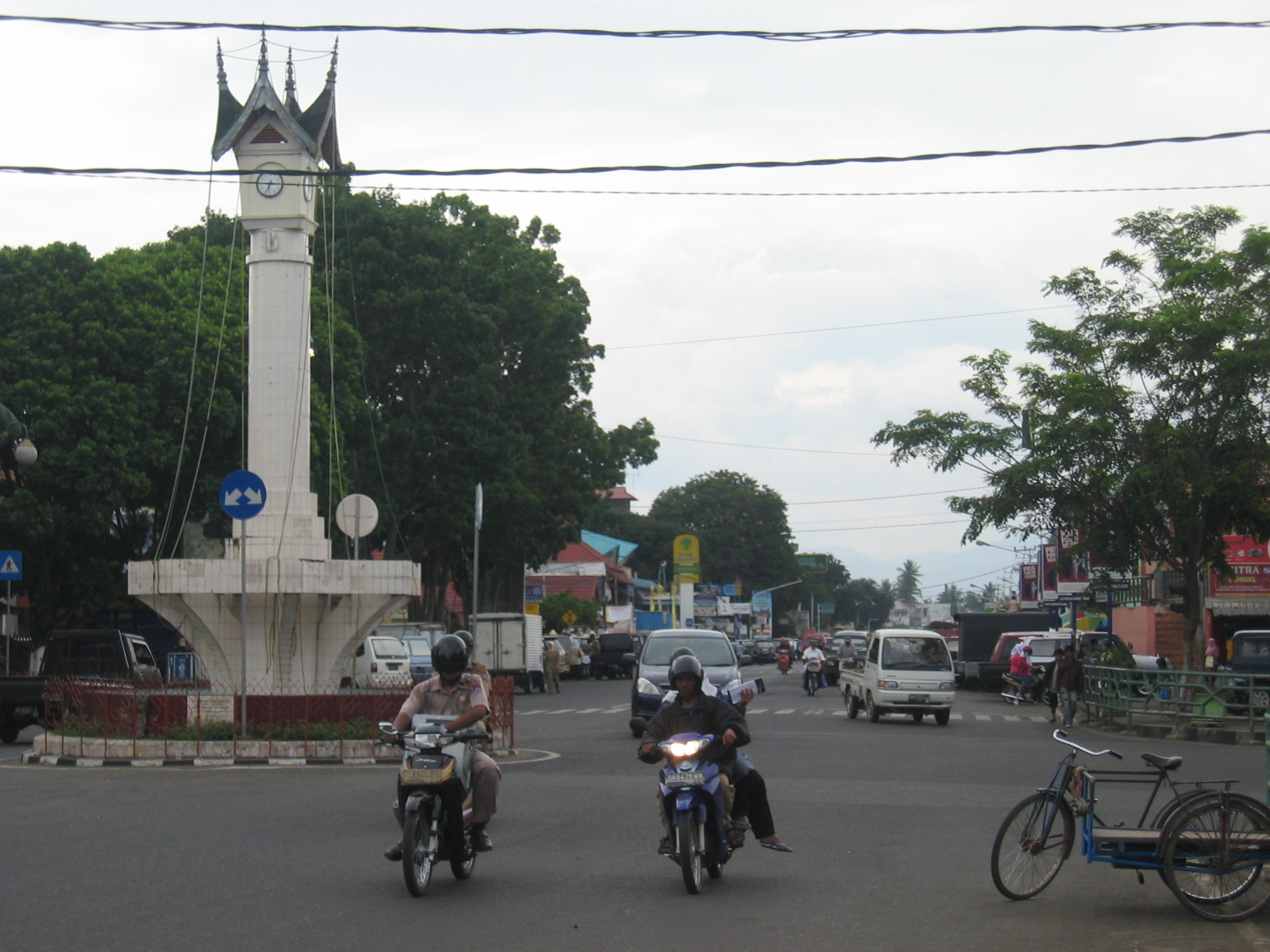
Straat in Payakumbuh